# Repelant
Repelant za insekte je supstanca koja se primenjuje na kožu, odeću, ili druge površine radi odvraćanja insekata (i artropoda u opšte) od sletanja ili penjanja na tu površinu. Takođe postoje repelanti koji su bazirani na zvuku, posebno ultrazvuku (bezčujnim visokim frekvencijama), mada oni nemaju ekvivalentan efekat.
Repelanti insekata pomažu u sprečavanju i kontroli izvijanja bolesti koje prenose insekti, kao što su malarija, lajmska bolest, denga groznica, bubonska kuga, i groznica Zapadnog Nila. Štetne životinje koje često služe kao vektori za prenos bolesti su insekti: buve, muve, i komarci; i paukoliki ektoparazit krpelj.

## Efektivnost repelanata
Sintetički repelanti su obično efektivniji i dugotrajniji od prirodnih. Putem komparativnih studija je utvrđeno da je IR3535 efektivniji i bolji od DEET u zaštiti od komaraca. Pojedini biljni repelanti mogu da budu veoma efektivni. Repelanti bazirani na eteričnim uljima su često kratkotrani, pošto ta ulja mogu potpuno da ispare.

## Spoljašnje veze
- „”. Архивирано на веб-сајту  (20. април 2014)
- Alan Wood. „Insect Repellents”. Compendium of Pesticide Common Names.
- Jeanie Lerche Davis (2003). „Best Insect Repellent for Mosquitoes: Bug Experts Rate Products to Keep West Nile Virus at Bay”. WebMD.
- „CDC Adopts New Repellent Guidance” (Саопштење). Centers for Disease Control and Prevention. 28. 4. 2005. Архивирано из оригинала 30. 4. 2008. г.
- Department of Health, New York State. „Health Advisory: Tick and Insect Repellents”. Архивирано из оригинала 21. 11. 2010. г. Приступљено 20. 09. 2013.